# Área lingüística balcánica

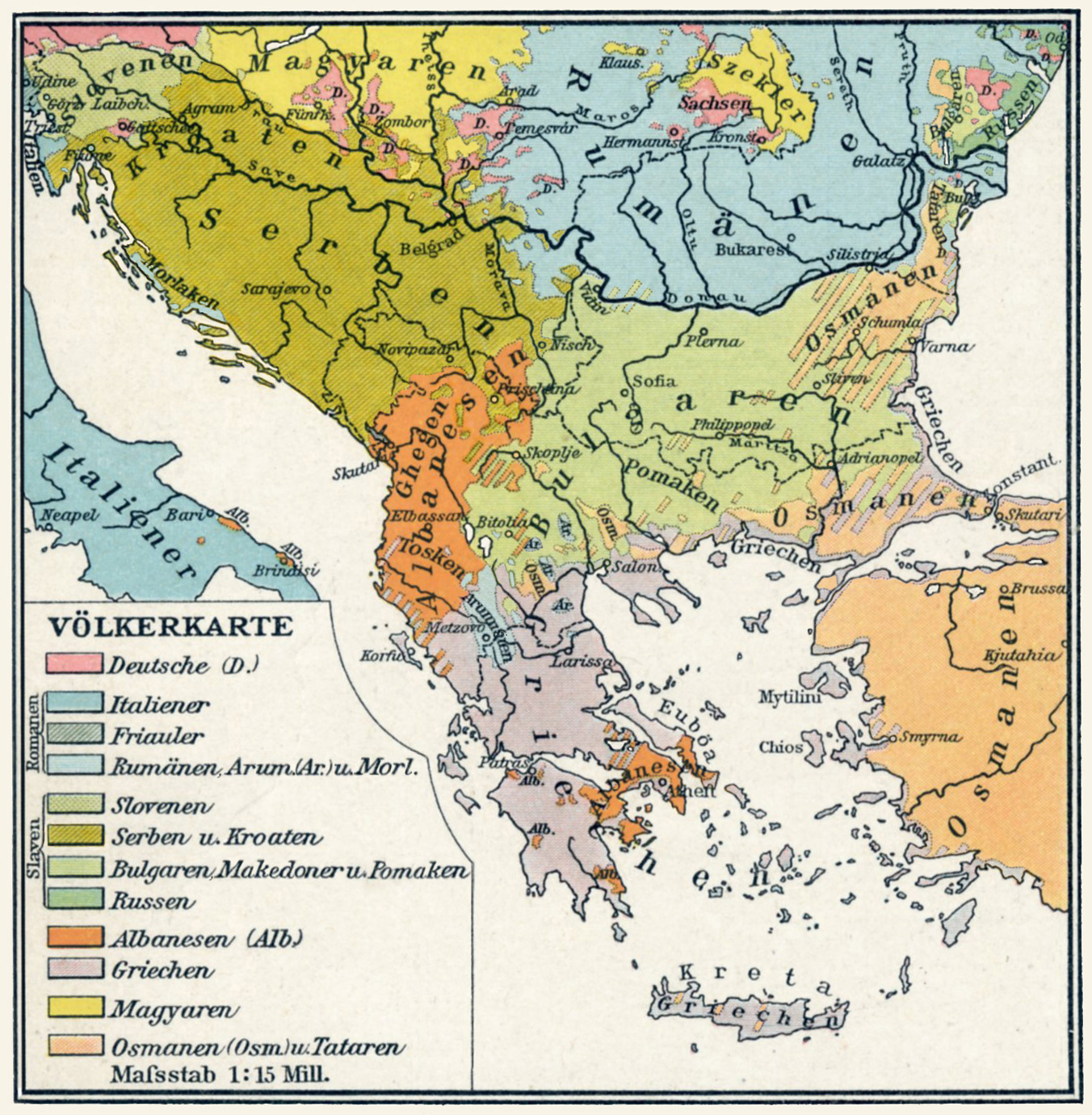
Las lenguas balcánicas en 1908.

El área lingüística balcánica (en alemán: Balkansprachbund) es el nombre de un grupo de lenguas (Sprachbund o área lingüística) en los Balcanes.

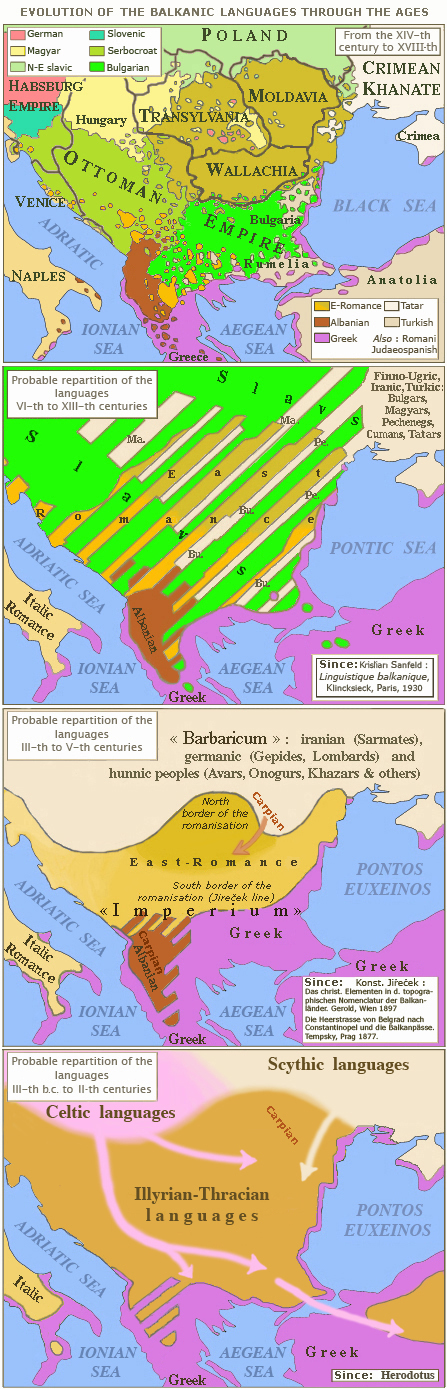
La evolución de las lenguas balcánicas, de acuerdo con Jireček, Gołąb, Sanfeld y Weigand.

Estas lenguas tienen similitudes en cuanto a gramática, fonología, sintaxis y vocabulario. La similitud principal es que su morfología tiene una tendencia a ser más analítica que sintética. Las lenguas que abarcan este grupo son: el macedonio, el albanés, el rumano, el griego, el torlak y el búlgaro.

## Características
Varios rasgos muy notorios desarrollados en el área lingüística balcánica son:
- El desarrollo en todas las lenguas del sprachbund, a excepción del griego, de un artículo definido postpuesto, que no existía en estadios más antiguos de estas lenguas:[1]

| Significado | albanés          | búlgaro          | rumano           | (griego)               |
| ----------- | ---------------- | ---------------- | ---------------- | ---------------------- |
| el cielo    | qielli cielo-art | nebeto cielo-art | cerul cielo-art  | (o ouranos) el cielo   |
| la flor     | lulja flor-art   | cwetjat flor-art | floarea flor-art | (to louloudhi) la flor |
- La forma finita de las oraciones subordinadas cuyo sujeto coincide con el sujeto de la oración principal. Concretamente se elimina la forma de infinitivo en esa posición y se substituye por un subjuntivo con complementizador:[1]

| Significado | albanés                            | búlgaro                              | rumano                              | griego                              |
| ----------- | ---------------------------------- | ------------------------------------ | ----------------------------------- | ----------------------------------- |
| quiero irme | dua të shkoj quiero que yo me vaya | iskam da otida quiero que yo me vaya | vreau să plec quiero que yo me vaya | thelo na fygo quiero que yo me vaya |